# Gutkowo (Jonkowo)
Gutkowo (deutsch Göttkendorf) ist ein Ort in der polnischen Woiwodschaft Ermland-Masuren. Er gehört zur Gmina Jonkowo (Landgemeinde Jonkendorf) im Powiat Olsztyński (Kreis Allenstein).

## Geographische Lage
Das Dorf Gutkowo liegt unmittelbar an der nordwestlichen Stadtgrenze von Olsztyn (deutsch Allenstein) zum Stadtteil Gutkowo, wobei die Namensgleichheit eine frühere Gemeinsamkeit verrät. Das Olsztyner Stadtzentrum ist sechs Kilometer entfernt.

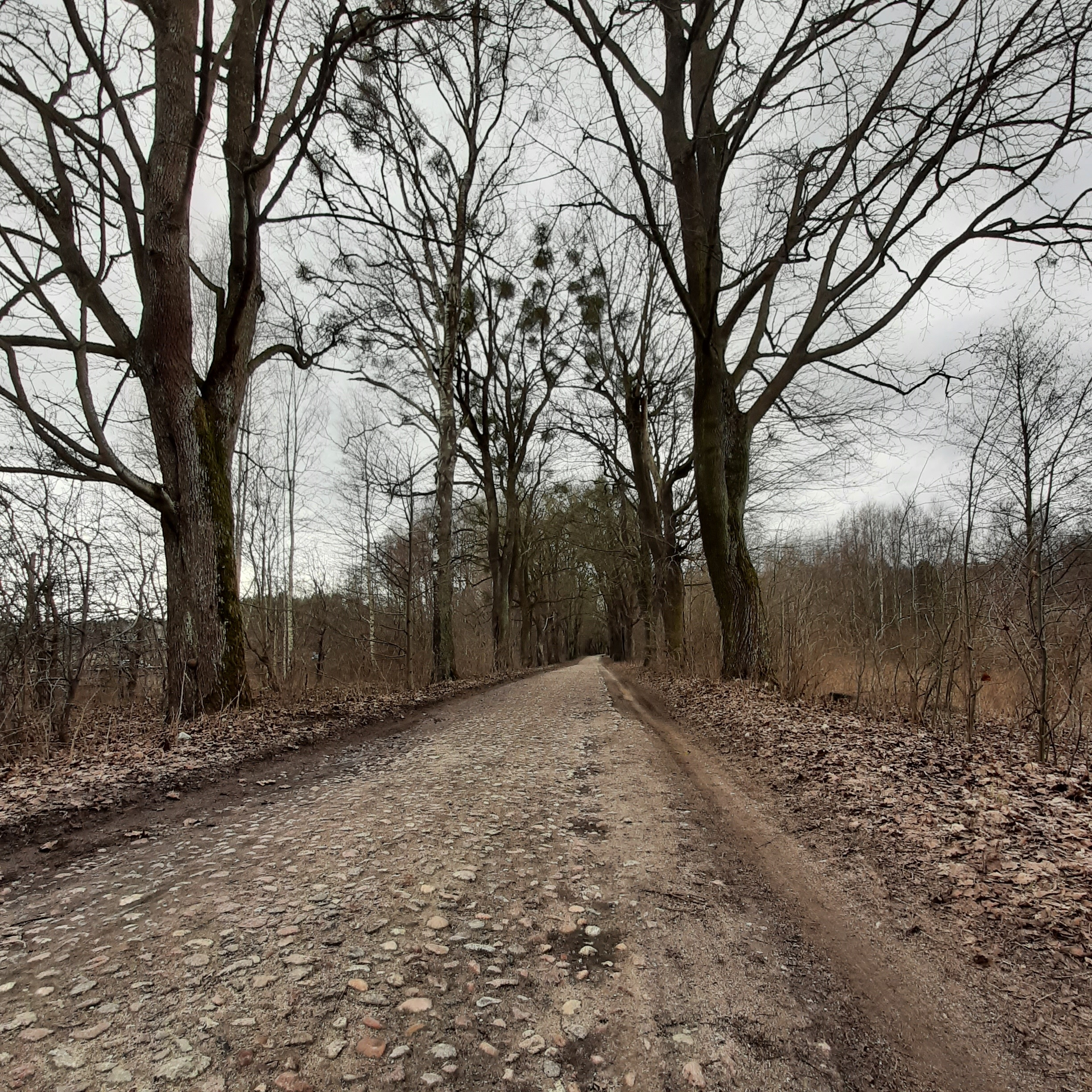
Alte Landstraße von Gutkowo nach Jonkowo

## Geschichte

### Ortsgeschichte
Das einstige Dorf Aukul – erst später Godekendorf, vor 1785 Getkendorf, nach 1785 Gettkendorf genannt – wurde 1352 gegründet. Am 14. März jenes Jahres gründete der Pruße Godeken am See Aukul den Ort. Eine Kirche stand hier bereits Ende des 14. Jahrhunderts. Im Jahre 1785 meldete das königliche Bauerndorf im Amt Allenstein 35 Feuerstellen, 1820 waren es 41 Feuerstellen bei 215 Einwohnern.
Am 7. Mai 1874 wurde Göttkendorf Amtsdorf und damit namensgebend für einen Amtsbezirk im ostpreußischen Kreis Allenstein.
1883 wurde Göttkendorf Bahnstation an der heutigen Bahnstrecke Olsztyn–Bogaczewo, von der später hier die Bahnstrecke Olsztyn Gutkowo–Braniewo abzweigte.
Im Jahre 1910 waren in Göttkendorf 1.001 Einwohner registriert. Ihre Zahl belief sich im Jahre 1933 auf 976 und im Jahre 1939 auf 1.080.
Mit der Eingliederung des gesamten südlichen Ostpreußen nach Polen in Kriegsfolge 1945 erhielt Göttkendorf die polnische Namensform „Gutkowo“. Das Dorf ist heute eine Ortschaft innerhalb der Landgemeinde Jonkowo (Jonkendorf) im Powiat Olsztyński (Kreis Allenstein), zwischen 1975 und 1998 der Woiwodschaft Olsztyn, seither der Woiwodschaft Ermland-Masuren zugehörig.
Anlässlich struktureller Veränderungen wurden in den 1980er Jahren der südliche und östliche Teil des Dorfes mitsamt Kirche und Bahnhof in die Stadt Olsztyn eingemeindet und bildet dort den namensgleichen Stadtteil Olsztyn Gutkowo. Die Zahl der Bewohner des Dorfes Gutkowo belief sich im Jahre 2021 auf 674.

### Amtsbezirk Göttkendorf (1874–1945)
Zum 1874 errichteten Amtsbezirk Göttkendorf gehörten anfangs sechs Orte. Am Ende waren es aufgrund struktureller Veränderungen noch vier:
| Deutscher Name             | Polnischer Name | Anmerkungen                        |
| -------------------------- | --------------- | ---------------------------------- |
| Abstich                    | Łupstych        |                                    |
| Göttkendorf                | Gutkowo         |                                    |
| Kaltfließ                  | Żurawno         | 1908 nach Göttkendorf eingemeindet |
| Kaltfließmühle             | Młyn Żurawno    | 1908 nach Göttkendorf eingemeindet |
| Lykusen 1938–1945: Likusen | Likusy          |                                    |
| Redigkainen                | Redykajny       |                                    |

Im Jahre 1945 bildeten nur die Abstich, Göttkendorf, Likusen und Redigkainen den Amtsbezirk Göttkendorf.

### Schlacht bei Allenstein (1807)

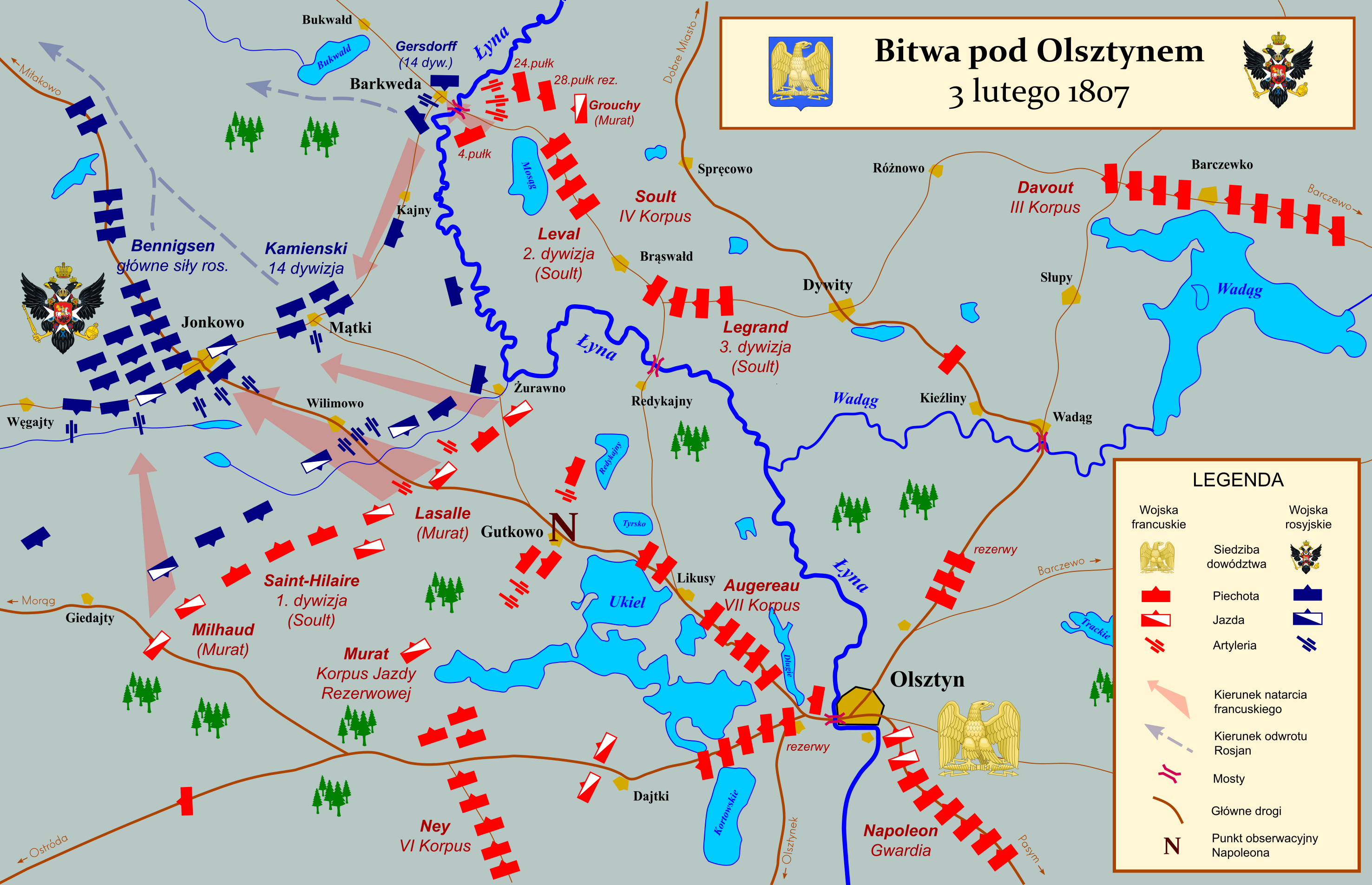
Die Schlacht bei Allenstein (1807)

Vom 3. bis 4. Februar 1807 fand im Gebiet der Orte Göttkendorf, Jonkendorf (polnisch Jonkowo), Mondtken (Mątki) und Bergfriede (Barkweda) eine Schlacht zwischen russischen und französischen Truppen statt, später „Schlacht bei Allenstein“ oder auch „Schlacht bei Jonkendorf“ genannt. In deren Verlauf hielt sich Napoleon auch in Göttkendorf auf, wo ihm der Holzturm der St.-Laurentius-Kirche als Beobachtungspunkt gedient haben soll. Die Schlacht endete mit dem Sieg der Franzosen.

## Kirche

### Römisch-katholisch

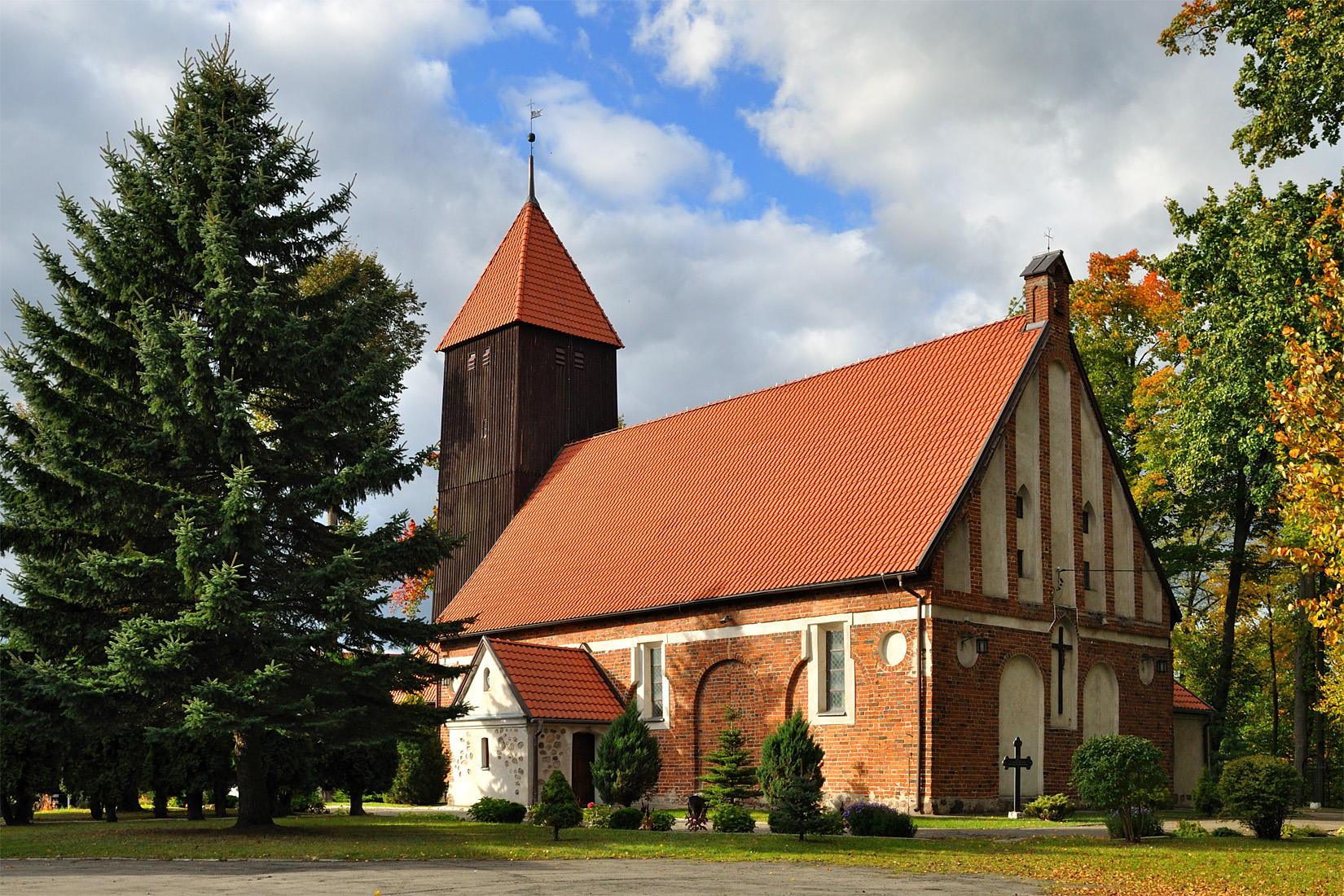
Die alte Göttkendorfer Kirche, heute im Stadtteil Gutkowo der Stadt Olsztyn gelegen

Göttkendorf ist ein sehr altes Kirchdorf. In der Zeit 1375 bis 1400 wurde hier eine Kirche errichtet, die als Filialkirche der St.-Jakob-Kirche in Allenstein zugeordnet war. Die Reformation konnte sich hier nicht durchsetzen. Am 7. März 1871 errichtete das römisch-katholische Bistum Ermland in Göttkendorf eine eigene Pfarrei mit der St.-Laurentius-Kirche als Pfarrkirche.
Die Kirche liegt seit den 1980er Jahren im Gebiet der Stadt Olsztyn, als deren wohl ältestes Kirchenbauwerk sie gesehen wird. Die Pfarrei ist dem Dekanat Olsztyn III – Gutkowo im Erzbistum Ermland zugehörig. Eine zu Kriegszwecken abgelieferte und auf einem Glockenfriedhof wiedergefundene Glocke, Gussjahr 1618, der Kirche läutet heute als Leihglocke im Turm der St.-Antonius-Kirche im Stadtviertel Grüngürtel der nordrhein-westfälischen Stadt Düren in Deutschland. Eine weitere im Jahre 1604 gegossene Glocke befindet sich als Leihglocke in der St. Gangolfs-Kirche im Ortsteil Soller der Gemeinde Vettweiß im nordrhein-westfälischen Kreis Düren.

### Evangelisch
Die evangelischen Ein wohner Göttkendorfs waren vor 1945 in die evangelische Kirche Allenstein in der Kirchenprovinz Ostpreußen der Kirche der Altpreußischen Union eingegliedert. Zu der gleichen, jetzt aber mit einem Namen versehenen Christus-Erlöser-Kirche Olsztyn gehören auch jetzt die Göttkendorfer Kirchenmitglieder. Sie sind der Diözese Masuren der Evangelisch-Augsburgischen Kirche in Polen zugeordnet.

## Verkehr

### Straße
Das Dorf Gutkowo liegt verkehrsgünstig an der polnischen Woiwodschaftsstraße 527 (einstige deutsche Reichsstraße 133), die von Dzierzgoń (Christburg) über Morąg (Mohrungen) bis nach Olsztyn (Allenstein) führt. Eine aus Brąswałd (Braunswalde) herkommende Nebenstraße endet in Gutkowo.

### Schiene
Göttkendorf wurde 1883 eine Bahnstation an der Bahnstrecke von Marienburg (Westpreußen) nach Allenstein, der heutigen PKP-Linie 220: Olsztyn–Bogaczewo, an die sich wenig später die Bahnstrecke von Königsberg (Preußen) (russisch Kaliningrad) nach Allenstein, der heutigen PKP-Linie 221: Olsztyn Gutkowo–Braniewo anschloss. Die Station, die heute im Stadtgebiet von Olsztyn liegt, hieß bis 1945 Göttkendorf, von 1945 bis 1947 Gietkowo, von 1947 bis 2020 Gutkowo, und seit 2020 Olsztyn Gutkowo.
Seit 2019 wird der Streckenabschnitt Olsztyn Gutkowo–Dobre Miasto (Guttstadt) der Linie 221 nicht im Regelverkehr befahren.